# پوستافالو
پوستافالو (به مجاری:  Pusztafalu) یک شهرداری در مجارستان است که در بورشود-آبااوی-زمپلن واقع شده‌است. پوستافالو ۷ کیلومتر مربع مساحت و ۲۵۷ نفر جمعیت دارد.